# Кобенко Андрій Васильович
Андрій Васильович Кобенко (рос. Андрей Васильевич Кобенко; нар. 25 червня 1982, Майкоп, РРФСР) — російський футболіст, лівий півзахисник. Майстер спорту Росії із 2008 року.

## Життєпис
Вихованець СДЮШОР Майкопа, перший тренер — В. А. Гапон. Грав за дубль «Ростсільмаша», а потім виступав «Слов'янську» зі Слов'янська-на-Кубані. У 2003-2007 роках виступав за пермський «Амкар». У Прем'єр-лізі Росії дебютував 1 травня 2004 року в нічийному (1:1) домашньому поєдинку 9-го туру проти ярославльського «Шинника». андрій вийшов на поле в стартовому складі, а на 81-й хвилині його замінив Ігор Бахтін Наприкінці 2007 року вирішив не продовжувати контракт із «Амкаром» і вільним агентом перейшов у «Рубін». У 2009 році перейшов до «Терека». У січні 2012 року придбаний новоросійським «Чорноморцем». Того ж року перейшов до бєлгородського «Салюту». У лютому 2014 року перейшов до армавірського «Торпедо».
З серпня по вересень 2014 року грав за фейковий севастомольський СКЧФ з так званої Прем'єр-ліги КФС. Потім виступав за аматорські колективи. У 2017 році в складі «Русі» (Дніпровська) став срібним призером чемпіонату Краснодарського краю, а наступного року вже в складі «Агрокомплексу» (Виселки) став бронзовим призером вище вказаного турніру.
У Прем'єр-лізі Росії зіграв 148 матчів, відзначився 12-ма голами.

## Особисте життя
Старший брат, Олександр Кобенко, також професіональний футболіст.

## Досягнення
- Прем'єр-ліга Росії
  -  Чемпіон (1): 2008

- Перший дивізіон Росії
  -  Чемпіон (1): 2003